# Финлей, Фрэнк
Фрэнк Финлей, CBE (англ. Frank Finlay, 6 августа 1926 — 30 января 2016) — британский актёр.

## Биография
Родился в городке Форнворт в английском графстве Ланкашир в семье мясника Джозия Финлея и его супруги Маргарет. Актёрскую карьеру начал с театральных постановок после окончания Королевской академии драматического искусства. Его театральная карьера тесным образом связана с Королевским национальным театром, где она исполнил множество разнообразных ролей. В 1965 году исполнил роль Яго в постановке «Отелло» с Лоренсом Оливье в главной роли, и в том же году воплотил тот же образ в её экранизации, за который был номинирован на премию «Оскар». Помимо этого у него были роли в таких кинофильмах как «Башмаки рыбака» (1968), «Кромвель» (1970), «Три мушкетёра» (1973), «Дикие гуси» (1978), «Воробей» (1993) и «Пианист» (2002). На протяжении своей карьеры Финлей работал также и на телевидении, где появился более чем в пятидесяти сериалах и телефильмах, среди которых «Великие представления», «Непридуманные истории», «BBC: Пьеса месяца», «Чёрная гадюка», «Мемуары Шерлока Холмса» и «Мерлин».
В 1984 году актёр удостоен звания командора ордена Британской империи.
В 1954 году Финлей женился на Дорин Шепард, которая родила ему троих детей. Пара проживала в городе Шеппертон на юге Англии, и их брак продолжался до смерти Шепард в 2005 году.
Скончался в своём доме в Вейбридже, графство Суррей, в возрасте 89 лет от сердечного приступа после продолжительной болезни.

## Избранная фильмография
- 1962 — Самый длинный день
- 1962 — Одиночество бегуна на длинные дистанции
- 1968 — Инспектор Клузо
- 1968 — Башмаки рыбака
- 1970 — Молли Магуайерс
- 1970 — Кромвель
- 1971 — Сыщик
- 1973 — Шафт в Африке
- 1973 — Три мушкетёра
- 1974 — Четыре мушкетёра: Месть миледи
- 1978 — Дикие гуси
- 1979 — Убийство по приказу
- 1982 — Энигма
- 1983 — Ключ
- 1984 — Сахаров
- 1985 — Жизненная сила
- 1987 — Казанова
- 1989 — Возвращение мушкетёров
- 1990 — Быстрее ветра
- 1993 — Воробей
- 2002 — Пианист
- 2003 — Приговор
- 2005 — Потерянный принц (ТВ)

## Награды
- BAFTA 1974 — «Лучший актёр на телевидении» («BBC: Пьеса месяца»)